# Ȝ
Der Buchstabe Ȝ (Majuskel, Unicode U+021C) bzw. ȝ (Minuskel, Unicode U+021D), genannt Yogh bzw. Ȝoȝ war im Mittelenglischen ein eigenständiger Buchstabe des Alphabets. Im Schottischen hielt er sich bis in das 17. Jahrhundert. Er wurde von verschiedenen Autoren, Kopisten und Druckern sehr uneinheitlich für verschiedene Allophone des /g/ gebraucht.

## Aussprache

Halbunziales G, insulare Variante

Yogh: Majuskel und Minuskel

Das Yogh entwickelte sich aus der halbunzialen Variante des Buchstabens G, das im Frühmittelalter in Irland entwickelt worden war. Mit der Christianisierung Englands unter anderem durch irische Missionare und der damit einhergehenden Einführung des lateinischen Alphabets wurde dieses Graphem in der Folge in altenglischen Manuskripten für das [g] und seine verschiedenen Allophone gebraucht, also:
- [g] („hartes G“) in der Position vor den dunklen Vokalen a, o und u; Beispiel: God „Gott“
- [ɣ] („weiches G“) zwischenvokalisch vor dunklen Vokalen; Beispiel: maga „Magen“
- [j] vor und nach den hellen Vokalen/Buchstaben i, æ, e und y; Beispiel: gebróðru „Gebrüder“
- [ʤ] nach n und im Digraph cg; Beispiel: engel „Engel“

Nach der Normannischen Invasion und dem Beginn der mittelenglischen Periode wurde das halbunziale /g/ zum Yogh weiterentwickelt, für das harte G [g] und meist auch für das [ʤ] insbesondere in französischen Lehnwörtern wurde dagegen das karolingische G vom europäischen Festland übernommen. Das Yogh wurde für das aus dem Altenglischen übernommene [j] bevorzugt. Weiterhin trat es an Stellen hervor, für die im Altenglischen andere Buchstaben gebraucht wurden:
- das weiche G des Altenglischen ([ɣ]) wurde zu [w] umgelautet. Dieser Bilabial wurde von verschiedenen Autoren sehr unterschiedlich realisiert. Neben dem Digraph <uu> und der Wynn-Rune Ƿ wurde auch das Yogh zu seiner Darstellung verwendet. So wurde aus altenglisch fēolaga [feːəlɑɣɑ] („Gefährte“) das mittelenglische felaȝ(e) [feːlaw(ə)]. Im Lauf der Zeit wurde das Yogh an dieser Stelle jedoch durch den Digraph <uu> verdrängt, der sich schließlich zum Buchstaben W entwickelte; so schreibt sich das neuenglische Wort fellow.
- Das Yogh stand im Mittelenglischen zudem für den „Ach-Laut“ [x] und seinen Allophon [ç], den „Ich-Laut“, der im Altenglischen noch durch den Buchstaben /h/ realisiert worden war. So wurde aus altenglisch niht ['nixt] („Nacht“) bei unveränderter Lautung das mittelenglische niȝt.

Im Spätmittelenglischen, also im 14. und 15. Jahrhundert, und insbesondere nach der Einführung des Buchdrucks auf den britischen Inseln wurde das Yogh zunehmend durch andere Buchstaben ersetzt. In Fällen, in denen es für das [x] stand, wurde es meist durch den Digraph <gh> ersetzt. So wurde aus dem altenglischen þurh [θurx] „durch“ durch Metathese zunächst das mittelenglische þruȝ [θruːx] und schließlich das neuenglische through [θɹuː]. Der [x]-Laut verstummte im Frühneuenglischen oder wurde in manchen Fällen zu [f] umgelautet, so wurde etwa mittelenglisch coȝ [kɔx] zu neuenglisch cough [kɒf] „husten“ (vergleiche dt. „keuchen“).